# Fritz Lüdi
Fritz Lüdi (ur. 1 kwietnia 1936 w Dübendorf) – szwajcarski bobsleista, dwukrotny olimpijczyk.
Podczas zimowych igrzysk olimpijskich w Innsbrucku (1964) zajął 10. miejsce w bobslejowej konkurencji czwórek (osada SUI-1), natomiast podczas zimowych igrzysk olimpijskich w Innsbrucku (1976) wystąpił w dwóch konkurencjach zawodów bobslejowych: w dwójkach (osada SUI-II) zajął 10. miejsce, natomiast w czwórkach (osada SUI-I) – 9. miejsce. 
Trzykrotny medalista mistrzostw świata w bobslejach w konkurencji dwójek: srebrny (Sankt Moritz 1977) oraz dwukrotnie brązowy (Sankt Moritz 1974, Cervinia 1975). 
Zdobył dwa medale na Mistrzostwach Europy w bobslejach: srebrny w konkurencji czwórek w Cervinii w 1973 r. i brązowy w konkurencji dwójek w Sankt Moritz w 1976 r. 